# Élection partielle de South West Hertfordshire de 1979
L'élection partielle de South West Hertfordshire se déroule le 13 décembre 1979.
Elle vise à remplacer le député conservateur Geoffrey Dodsworth (en), représentant la circonscription électorale anglaise de South West Hertfordshire à la Chambre des communes, qui souffre de problèmes de santé. Comme les députés britanniques ne sont pas autorisés à démissionner, il est nommé le 24 octobre intendant des Chiltern Hundreds, une sinécure qui lui interdit de siéger au Parlement.
Cette élection est remportée par le candidat conservateur Richard Page (en), qui a perdu son siège de Workington quelques mois plus tôt, lors des élections générales du 3 mai. Il est systématiquement réélu député de South West Hertfordshire par la suite jusqu'en 2005, lorsqu'il prend sa retraite.

## Les résultats
| Parti         | Parti               | Candidat          | Votes  | Votes | Votes  |
| Parti         | Parti               | Candidat          | Voix   | %     | +/-    |
| ------------- | ------------------- | ----------------- | ------ | ----- | ------ |
|               | Parti conservateur  | Richard Page (en) | 17 031 | 45,9  | – 8,8  |
|               | Parti travailliste  | Susan Reeves      | 10 259 | 27,7  | 0,0    |
|               | Parti libéral       | Dane Clouston     | 8 752  | 23,6  | + 7,4  |
|               | Parti de l'écologie | N. R. Jeskins     | 602    | 1,6   | —      |
|               | ACMFTP (en)         | D. W. Bundy       | 288    | 0,8   | —      |
|               | Father Christmas    | N. Q. Ffooks      | 143    | 0,4   | —      |
| Participation | Participation       | Participation     | 37 075 | 48,3  | – 31,4 |